# Van Langendonck
Van Langendonck war eine belgische Automarke.

## Unternehmensgeschichte

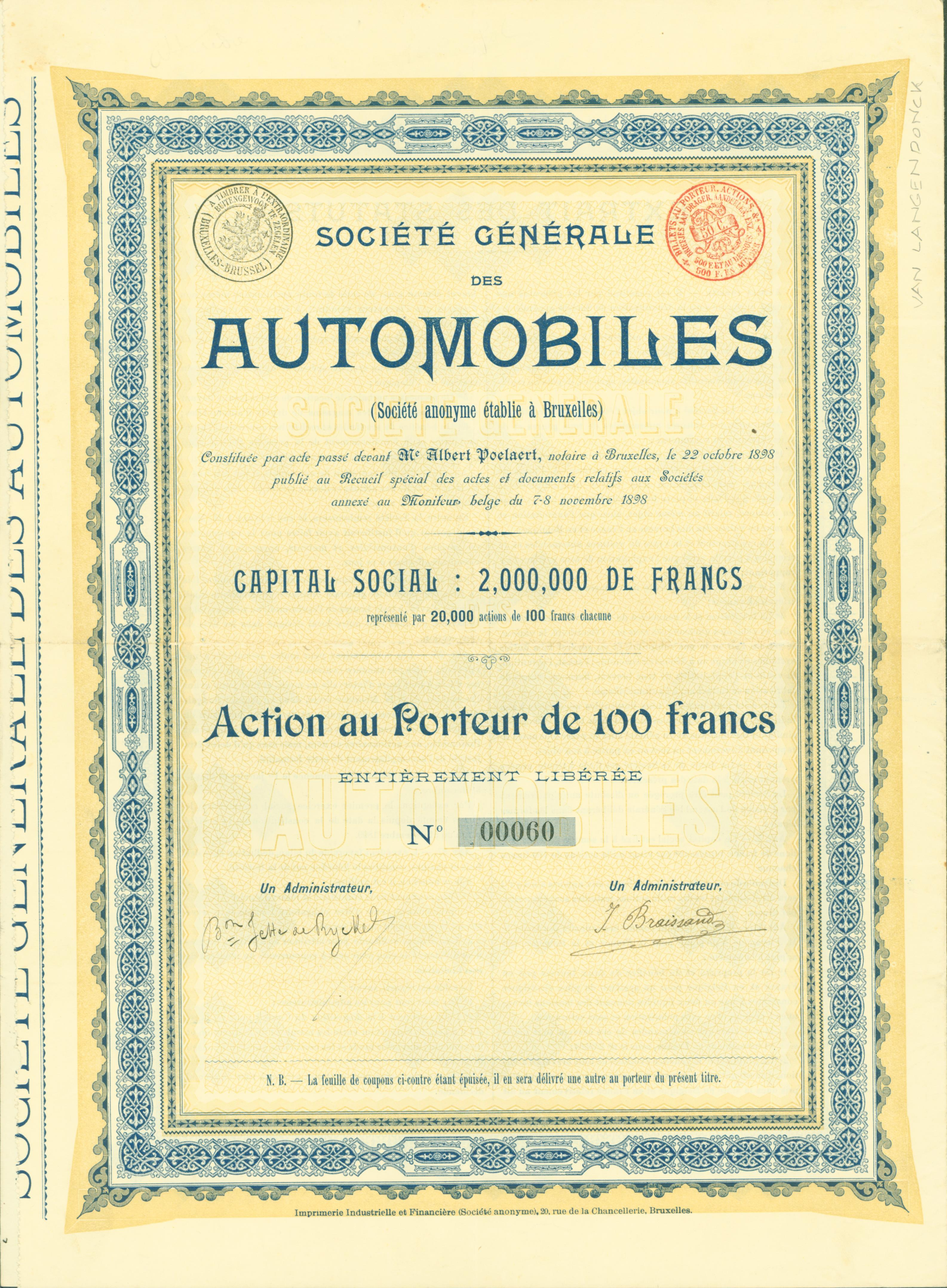
Aktie der Soc. Générale des Automobiles vom 8. November 1898

Das Unternehmen Compagnie Générale d’Automobiles aus Brüssel begann 1901 mit der Produktion von Automobilen. 1902 endete die Produktion.

## Fahrzeuge
Das Unternehmen bot die Modelle 5 CV mit einem Einbaumotor von De Dion-Bouton und 8 CV mit einem Motor von der Société Buchet an. Die Motoren waren vorne im Fahrgestell montiert und trieben über eine Kardanwelle die Hinterachse an. Neben offenen Zweisitzern gab es die Karosserieform Tonneau mit Platz für vier Personen.